# ISO 15924
ISO 15924 là mã để thể hiện tên của các hệ chữ viết, xác định hai bộ mã cho một số hệ thống chữ viết (script). Mỗi hệ thống chữ viết được cung cấp cả mã gồm bốn chữ cái và mã số . Hệ chữ viết (Script) được định nghĩa là "tập hợp các ký tự đồ họa được sử dụng cho dạng viết của một hoặc nhiều ngôn ngữ" .
Trường hợp có thể các mã được lấy từ ISO 639-2 trong đó tên của hệ chữ viết và tên của ngôn ngữ sử dụng tập lệnh giống hệt nhau, ví dụ Chữ Gujarātī ISO 639 guj, ISO 15924 Gujr. Ưu tiên được trao cho các mã Thư mục 639-2, khác với việc sử dụng các mã thuật ngữ thường được ưu tiên khác .
Mã ISO 15924 gồm 4 chữ cái được tích hợp vào Sổ đăng ký ngôn ngữ phụ cho các thẻ ngôn ngữ IETF và do đó có thể được sử dụng trong các định dạng tệp sử dụng các thẻ ngôn ngữ đó. Ví dụ chúng có thể được sử dụng trong HTML và XML để giúp trình duyệt Web xác định kiểu chữ nào sẽ sử dụng cho văn bản nước ngoài. Bằng cách này, người ta có thể phân biệt, như giữa tiếng Serbia-Croatia được viết bằng chữ Cyrillic (sr-Cyrl) hoặc chữ Latin (sr-Latn) hoặc đánh dấu văn bản Latin hoá như vậy.